# 2238 Steshenko
2238 Steshenko è un asteroide della fascia principale del diametro medio di circa 18,1 km. Scoperto nel 1972, presenta un'orbita caratterizzata da un semiasse maggiore pari a 3,0598545 UA e da un'eccentricità di 0,1791582, inclinata di 1,31237° rispetto all'eclittica.
L'asteroide è dedicato all'astronomo sovietico Nikolaj Stešenko.